# U18-Världsmästerskapet i ishockey för damer 2011
U18-Världsmästerskapet i ishockey för damer 2011 var det fjärde U18-Världsmästerskapet i ishockey för damer. Toppdivisionen avgjordes i Stockholm, Sverige mellan 1 och 8 januari 2011.
VM Division I spelades i Dmitrov, Ryssland, under perioden 28 mars-3 april 2011.

## Slutställning
| Toppdivisionen | Toppdivisionen | Toppdivisionen |
| -------------- | -------------- | -------------- |
| Guld           | USA            |                |
| Silver         | Kanada         |                |
| Brons          | Finland        |                |
| 4.             | Tjeckien       |                |
| 5.             | Sverige        |                |
| 6.             | Tyskland       |                |
| 7.             | Schweiz        |                |
| 8.             | Japan          |                |

| Division I | Division I |
| ---------- | ---------- |
| 9.         | Ryssland   |
| 10.        | Slovakien  |
| 11.        | Österrike  |
| 12.        | Norge      |
| 13.        | Frankrike  |
| 14.        | Kazakstan  |